# Bohdanowiczit
Bohdanowiczit ist ein selten vorkommendes Mineral aus der Mineralklasse der „Sulfide und Sulfosalze“ mit der chemischen Zusammensetzung AgBiSe2 und damit ein Silber-Bismut-Selenid. Als enge Verwandte der Sulfide werden die Selenide in dieselbe Klasse eingeordnet.
Bohdanowiczit kristallisiert im trigonalen Kristallsystem, entwickelt jedoch keine mit bloßem Auge sichtbaren Kristalle, sondern lediglich xenomorphe, oft verrundete Einschlüsse bis zu maximal 1 mm Durchmesser. An seinem Erstfundort tritt er zusammen mit Pechblende, Clausthalit und Wittichenit (sowie Naumannit und Eskebornit); mit Chalkosin und Pechblende; oder mit Fluorit und Quarz auf.
Die Typlokalität des Bohdanowiczits ist das von Magnetit- und Cu-Ag-U-Se-Mineralisationen begleitete Fluorit-Vorkommen in der Nähe des Dorfes Kletno (deutsch Klessengrund)(Koordinaten des Dorfes Kleto) in der Stadt- und Landgemeinde Stronie Śląskie, Powiat Kłodzki, Woiwodschaft Niederschlesien, Polen.

## Etymologie und Geschichte

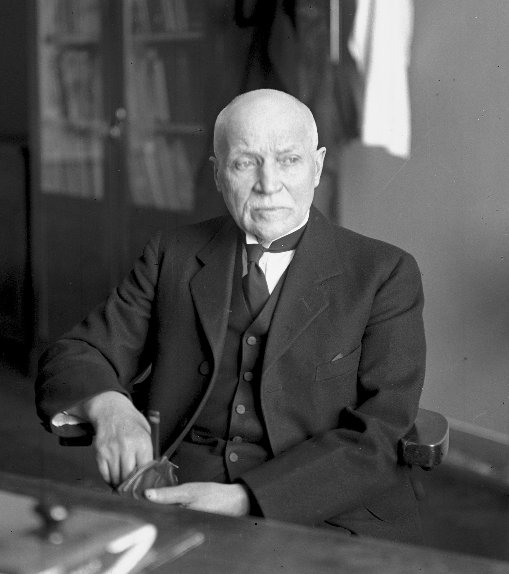
Karol Bohdanowicz (1864–1947), polnisch-russischer Geologe, Hochschullehrer und Namenspatron für den Bohdanowiczit

Das heute als Bohdanowiczit bekannte Mineral wurde erstmals zu Beginn der 1960er Jahre in der Lagerstätte Kletno gefunden und damals anfänglich als Schapbachit, AgBiS2, beschrieben. Qualitative Analysen mit der Elektronenstrahlmikrosonde zeigten aber schnell, dass es sich bei diesem Mineral um ein Ag-Bi-Se-Mineral handelt.
Die erstmals in einer Arbeit von Marian Banaś & Joachim Ottemann zusammengestellten Eigenschaften reichten allerdings für eine Anerkennung als neues Mineral durch die International Mineralogical Association (IMA) nicht aus. Beide Autoren legten 1969 und 1971 weitere Ergebnisse vor.
Es bedurfte allerdings der Ermittlung weiterer chemischer und kristallographischer Eigenschaften sowie röntgendiffraktometrischer Parameter, bis die zur Anerkennung als neues Mineral notwendigen Daten vollständig waren. Sie wurden der IMA erneut vorgelegt, die das Mineral im Jahre 1978 unter dem provisorischen Namen IMA 1978-C anerkannte. Seine wissenschaftliche Erstbeschreibung erfolgte im Jahre 1979 durch ein internationales Forscherteam mit Marian Banaś, David Atkin, John F. W. Bowles und Peter R. Simpson in den wissenschaftlichen Fachmagazinen „Mineralogical Magazine“ und „Bulletin de Minéralogie“.
Das Mineral wurde nach dem polnisch-russischen Geologen und Hochschullehrer Karol Bohdanowicz (1864–1947) als Bohdanowiczit (englisch Bohdanowiczite, polnisch Bohdanowiczyt) benannt. Bohdanowicz war Spezialist für angewandte Geologie, Wirtschaftsgeologe und Experte für die Lagerstätten mineralischer Bodenschätze. Er wurde als Professor auf den Lehrstuhl für Geologie und Erzlagerstätten des St. Petersburger Bergbauinstituts (seit 1902) und als Professor für Geologie an die Bergakademie Krakau (seit 1921) berufen und war seit 1938 Direktor des Staatlichen Geologischen Instituts in Warschau.
Das Typmaterial für Bohdanowiczit (Holotyp) wird in der Sammlung der AGH Wissenschaftlich-Technische Universität Stanisław Staszic (polnisch Akademia Górniczo-Hutnicza im. Stanisława Staszica w Krakowie = deutsch Akademie für Bergbau und Hüttenwesen Stanisław Staszic zu Krakau) in Krakau aufbewahrt.

## Klassifikation
Da der Bohdanowiczit erst 1978 als eigenständiges Mineral anerkannt wurde, ist er in der letztmalig 1977 überarbeiteten 8. Auflage der Mineralsystematik nach Strunz noch nicht verzeichnet.
In der zuletzt 2018 überarbeiteten Lapis-Systematik nach Stefan Weiß, die formal auf der alten Systematik von Karl Hugo Strunz in der 8. Auflage basiert, erhielt das Mineral die System- und Mineralnummer II/C.16-040. Die entspricht der Klasse der „Sulfide und Sulfosalze“ und dort der Abteilung „Sulfide mit dem Stoffmengenverhältnis Metall : S,Se,Te ≈ 1 : 1“, wo Bohdanowiczit zusammen mit Aramayoit, Baumstarkit, Cuboargyrit, Matildit, Miargyrit, Schapbachit und Volynskit eine unbenannte Gruppe mit der Systemnummer II/C.16 bildet.
Die von der IMA zuletzt 2009 aktualisierte 9. Auflage der Strunz’schen Mineralsystematik ordnet den Bohdanowiczit ebenfalls in die Klasse der „Sulfide und Sulfosalze“, dort allerdings in die Abteilung der „Sulfosalze mit PbS als Vorbild. (As,Sb,Bi)S6-Oktaeder“ ein. Diese ist weiter unterteilt nach der Kristallstruktur oder den in der Verbindung vorherrschenden Metallen, so dass das Mineral entsprechend seinem Aufbau in der Unterabteilung „Ketten kombiniert zu Blättern“ zu finden ist, wo es zusammen mit Matildit und Volynskit die „Matilditgruppe“ mit der Systemnummer 2.JA.20 bildet.
In der vorwiegend im englischen Sprachraum gebräuchlichen Systematik der Minerale nach Dana hat Bohdanowiczit die System- und Mineralnummer 03.07.01.02. Dies entspricht ebenfalls der Klasse der „Sulfide und Sulfosalze“ und dort der Abteilung der „Sulfosalze“. Hier ist er zusammen mit Matildit, Volynskit und Zlatogorit in der „Matildit-Gruppe“ mit der Systemnummer 03.07.01 innerhalb der Unterabteilung „Sulfosalze mit dem Verhältnis z/y = 2 und der Zusammensetzung (A+)i(A2+)j[ByCz], A = Metalle, B = Halbmetalle, C = Nichtmetalle“ zu finden.

## Chemismus
Eine erste Elektronenstrahlmikroanalyse am Bohdanowiczit ergab 22,6 % Ag; 44,7 % Bi; 32,1 % Se und 0,7 % S; Summe = 100,1 %. Mittelwerte aus drei etwas moderneren Punktanalysen mit der Elektronenstrahlmikrosonde am Bohdanowiczit aus Kletno ergaben Mittelwerte von 1,34 % Pb; 22,31 % Ag; 44,89 % Bi; 0,25 % Cu; 0,01 % Co; 0,02 % Ni; 28,46 % Se und 2,47 % S; Summe = 99,75 %. Auf der Basis von vier Atomen pro Formeleinheit wurde die empirische Formel
(Ag0,98Cu0,02)Σ=0,97(Bi0,97Pb0,03)Σ=1,02(Se0,83S0,17)Σ=2,01 ermittelt. Diese empirische Formel kann zu AgBiSe2 idealisiert werden, welche 22,72 Ag, 44,02 Bi und 33,26 Se (total 100,00 Gew.-%) erfordert.
Für Silber kann Kupfer, für Wismut Blei und für Selen Schwefel in das Kristallgitter des Bohdanowiczits eingebaut werden. Es existiert eine mit Kupferseleniden vergesellschaftete Cu-reiche Varietät mit weitgehender Substitution von Cu+ für Ag+ aus dem Lagerstättenrevier Niederschlema-Alberoda bei Hartenstein (Sachsen). Die Cu-Gehalte variieren zwischen 1,1 und 7,4 %, die empirische Formel für diesen kupferreichen Bohdanowiczit wird mit (Ag1,80–0,94Cu0,16–1,05Pb0,00–0,05)Σ=1,98–2,07BiΣ=1,97–2,03SeΣ=3,96–4,04 angegeben. Bohdanowiczit aus der Grube Roter Bär bei Sankt Andreasberg im Harz kann Pb-Gehalte bis zu 3,7 % aufweisen.
Der unter der vorläufigen Bezeichnung „IMA 1994-009“ der IMA vorgelegte „Andreasbergit“ und als Hg–Cu-haltiges Ag–Pb–Bi-Selenid beschriebene Mineral aus der „Grube Roter Bär“ wird derzeit (2021) als Pb-Hg-Bi-reicher Bohdanowiczit angesehen.
Die alleinige Elementkombination Ag–Bi–Se, wie sie der offiziellen Formel der IMA für den Bohdanowiczit zu entnehmen ist, weist unter den derzeit bekannten Mineralen (Stand 2021) nur Bohdanowiczit, AgBiSe2, auf. Chemisch ähnlich sind Litochlebit, Ag2PbBi4Se8, und Luxembourgit, AgCuPbBi4Se8.
Bohdanowiczit ist das Se-dominante Analogon zum S-dominierten Matildit, AgBiS2, und zum Te-dominierten Volynskit, AgBiTe2, das Ag-dominante Analogon zum Cu-dominierten Grundmannit, CuBiSe2, sowie das Bi-Se-dominante Analogon zu den Sb-S-dominierten Miargyrit und Cuboargyrit, beide AgSbS2, und zu den As-S-dominierten Smithit und Trechmannit, beide AgAsS2.
Bohdanowiczit und der in der gleichen Raumgruppe kristallisierende Matildit (die beiden trigonalen Tieftemperaturmodifikationen der Phasen AgBiSe2 und AgBiS2) bilden in Syntheseprodukten eine kontinuierliche Mischkristallreihe. In der Natur ist diese Mischkristallreihe zumindest teilweise verwirklicht, wie die im Bohdanowiczit nachgewiesenen Schwefelhalte zeigen.

## Kristallstruktur
Bohdanowiczit kristallisiert im trigonalen Kristallsystem in der Raumgruppe P3m1 (Raumgruppen-Nr. 164) mit den Gitterparametern a = 4,183 Å und c = 19,561 Å sowie drei Formeleinheiten pro Elementarzelle. Eine neuere Bestimmung der Gitterparameter liefert a = 8,412 Å und c = 19,63 Å sowie sechs Formeleinheiten pro Elementarzelle.
Die dem Bohdanowiczit entsprechende trigonale Tieftemperaturmodifikation des AgBiSe2 geht bei Temperaturen > 120 °C in eine andere Modifikation (ebenfalls trigonal, aber mit der Raumgruppe R3m (Nr. 166)) und bei einer Temperatur von 287 °C in die kubische Hochtemperaturmodifikation über.

## Eigenschaften

### Morphologie
- Bohdanowiczit findet sich an seiner Typlokalität nur in Form von winzigen mikroskopisch kleinen Körnern zusammen mit anderen Seleniden wie Clausthalit, Tiemannit, Umangit und Klockmannit. Es können drei verschiedenen Vergesellschaftungen unterschieden werden:[6]
  - Im ersten Fall bildet Bohdanowiczit Verwachsungen mit Clausthalit oder auch mit Wittichenit und mit Spuren von gediegen Silber. Diese Assoziation wird von Naumannit und möglicherweise Eskebornit und manchmal von Spuren von Bornit und Chalkopyrit begleitet. Diese Mineralien füllen offene Räume in Quarz und syngenetische Risse in Pechblende. Bohdanowiczit ist jünger als Wittichenit, da er Risse diesem ausfüllt. Häufig lässt sich eine metasomatische Verdrängung von Pechblende durch Bohdanowiczit identifizieren. In diesem Zusammenhang wird auch ein ziemlich typischer Alterationsprozess von Clausthalit beobachtet, der zum Auftreten von gediegen Selen und Cerussit führt.
  - In Bezug auf die zweite Ansammlung treten die Selenide im Allgemeinen mit Chalkosin verwachsen auf, manchmal mit lamellarem Chalkosin. Die letzteren Verwachsungen werden in Quarz- und kollomorphen Pechblende-Körnern beobachtet. Chalkosin zeigt Emulsions- und netzartige Relikttexturen von Chalkopyrit.
  - Spärlich treten unregelmäßig ausgebildete Bohdanowiczit-Aggegate in Rissen innerhalb von Fluorit oder Quarz auf.
- In der Massivsulfidlagerstätte der „Kidd Creek Mine“ bei Timmins, Ontario, Kanada, kommt Bohdanowiczit in Form kleiner, unregelmäßiger bis runder Bläschen in Bornit, seltener in Chalkopyrit, Chalkosin und Tennantit vor und ist in den meisten Fällen mit den anderen Silberseleniden (Naumannit und Eukairit) oder mit Clausthalit vergesellschaftet. Gelegentlich wurden bis zu 200 × 600 µm große Bohdanowiczit-Körner identifiziert, die Einschlüsse und lamellare Verwachsungen von Clausthalit enthalten können und mitunter Anzeichen einer Spaltbarkeit sowie feine planare Zwillingslamellen aufweisen.[7]

- Im Lagerstättenrevier Niederschlema-Alberoda ist Bohdanowiczit das am weitesten verbreitete Bi-Selenid und hier hauptsächlich mit Clausthalit und anderen Seleniden und Sulfiden vergesellschaftet. Zusätzlich zur Assoziation mit Watkinsonit und Nevskit in Clausthalit bildet er in Clausthalit xenomorphe Körner bis zu mehreren hundert Mikrometer Größe, die kugelige Uraninitkörner überwachsen und verdrängen. Als Teil der Cu-Selenid-Paragenese bildet Bohdanowiczit idiomorphe bis subidiomorphe Körner bis zu 50 µm Größe in Berzelianit und zusammen mit Umangit subidiomorphe bis xenomorphe Körner am Rand von Eukairit.[17]

- In der „Grube Clara“ bei Oberwolfach im Schwarzwald ist Bohdanowiczit zumindest oberflächlich in Naumannit und Bismutit umgewandelt. Ferner können sich gediegen Silber und gediegen Selen bilden.[23]

- In permischen, in einem aufgelassenen Steinbruch südlich von Mumpf, Bezirk Rheinfelden, Region Fricktal, Kanton Aargau, Schweiz, aufgeschlossenen Red-Bed-Sedimenten findet sich Bohdanowiczit in bis 1 mm großen Aggregaten in den Zentren von Reduktionshöfen.[24]

### Physikalische und chemische Eigenschaften
Die Farbe der Aggregate des Bohdanowiczits ist grau bzw. bleigrau. Zur Strichfarbe existieren keine Angaben, jedoch sollte die Pulverfarbe eines grauen Minerals „hellgrau“ sein. Die Oberflächen des opaken Bohdanowiczits zeigen einen metallartigen Glanz.
Unter dem Polarisationsmikroskop ist das Mineral im reflektierten Licht blass cremefarben gelb, blass gelb oder rosa (in Ölimmersion intensiv cremefarben) und läuft intensiver gelblich an. Eine Bireflektanz ist nicht wahrnehmbar, in Ölimmersion entlang der Korngrenzen ebenfalls kaum zu beobachten. Bei gekreuzten Polaren ist eine schwache bis deutliche Anisotropie, in Ölimmersion mit lebhaft subtilen Farben, zu erkennen. Das Mineral zeigt keine Innenreflexe.
Bohdanowiczit weist in größeren Aggregaten eine angedeutete Spaltbarkeit in eine Richtung auf. Zur Tenazität und zum Bruch existieren keine Angaben.
Die Vickershärte für Bohdanowiczit wurde mit VHN20 = 63 – 96 kg/mm² bzw. mit VHN25 = 81 – 88 kg/mm² ermittelt. Das entspricht einer Mohshärte von 3–3,5, womit Bohdanowiczit zu den mittelharten Mineralen gehört, die sich ähnlich gut wie das Referenzmineral Calcit mit einer Kupfermünze ritzen lassen. Aufgrund der geringen Größe der Aggregate ließ sich die Dichte nicht messen. Die berechnete Dichte für Bohdanowiczit beträgt 7,72 g/cm³.
Aufgrund der geringen Größe der Mineralaggregate konnten für das Mineral keine weiteren physikalischen und chemischen Eigenschaften bestimmt werden.

## Bildung und Fundorte
An seiner Typlokalität findet sich Bohdanowiczit wie die anderen Selenide Naumannit und Clausthalit zusammen mit spät gebildeten, hydrothermalen Sulfiden wie Bornit, Chalkopyrit, Chalkosin und Wittichenit. Man nimmt an, dass die Selenide im Endstadium der Sulfidabscheidung entstanden, und zwar aufgrund von Variationen im geochemischen Milieu in Verbindung mit einer beträchtlichen Abnahme von S2− und einem zunehmenden Oxidationspotential der erzhaltigen Lösungen.
Die Emulsionstexturen und die chemische Zusammensetzung der vergesellschafteten Minerale legen nahe, dass ursprünglich nur Clausthalit mit beträchtlichen Gehalten an Ag, Bi, Cu, Fe und S vorgelegen hat. Mit weiterer Abkühlung bildeten sich durch Entmischung zuerst Wittichenit und Chalkopyrit und später, bei deutlich geringeren Temperaturen, der Bohdanowiczit.
Der Bohdanowiczit aus dem Lagerstättenrevier Niederschlema-Alberoda scheint wie auch die anderen Bismutselenide im Jura (≈ 190 Ma) gebildet worden zu sein, als oxidierende hydrothermale Lösungen die im Perm zur Ablagerung gekommenen Uraninitgänge überprägten und alterierten und neue Elemente (Mg, Se, Pb, Ag, Cu) aus dem metamorphen Nebengestein der Gänge mobilisierten. Während dieses Ereignisses wurde der permische Uraninit destabilisiert und das mobilisierte U als eine weitere Generation von kugeligen Uraninit-Aggregaten – begleitet von Dolomit, Ankerit, Fluorit, Hämatit und verschiedenen Sulfid- und Selenidmineralen – wieder abgelagert. Während die Bildung von Bohdanowiczit z. B. an seiner Typlokalität auf die Entmischung aus einem Ag-Bi-Cu-Fe-S-reichen Clausthalit zurückgeführt wurde, scheint dies für den Bohdanowiczit in Niederschlema-Alberoda aufgrund von beobachteten Texturen und Massenbilanzberechnungen nicht zuzutreffen. Ähnlichkeiten im Spurenelementinventar von Clausthalit und begleitenden Bi-Mineralen deuten eher auf eine gemeinsame Ablagerung aus komplexen Pb-Bi-Cu-Ag-Se–(S)-haltigen hydrothermalen Lösungen.
Als seltene Mineralbildung konnte der Bohdanowiczit bisher erst von rund 50 Fundpunkten beschrieben werden (Stand 2023). Seine Typlokalität ist das von Magnetit- und Cu-Ag-U-Se-Mineralisationen begleitete Fluorit-Vorkommen in der Nähe des Dorfes Kletno (deutsch Klessengrund) in der Stadt- und Landgemeinde Stronie Śląskie, Powiat Kłodzki, Woiwodschaft Niederschlesien, Polen. Zu weiteren wichtigen Fundorten zählen:
- die „Grube Clara“ bei Oberwolfach im Schwarzwald, Ortenaukreis, Regierungsbezirk Freiburg, Baden-Württemberg[23]
- die „Uranlagerstätte Müllenbach“ bei Baden-Baden, Regierungsbezirk Karlsruhe, Baden-Württemberg, Deutschland[5]
- die „Grube Roter Bär“ bei Sankt Andreasberg unweit Braunlage, Landkreis Goslar, Harz, Niedersachsen, Deutschland[27][28][18]
- der „Frische Lutter-Gang“ bei Bad Lauterberg im Harz, Landkreis Göttingen, Niedersachsen, Deutschland[29]
- die „Grube Henriette“ bei Sieber, Revier St. Andreasberg, Niedersachsen, Deutschland[30]
- der Schacht 371 im Lagerstättenrevier Niederschlema-Alberoda bei Hartenstein, Westerzgebirge, Sachsen, Deutschland[17][31]
- ein unbenannter Steinbruch beim Judenbauer nordwestlich Kirchschlag in der Buckligen Welt, Aspang-Markt, Industrieviertel, Niederösterreich, Österreich[32]
- ein aufgelassener Steinbruch südlich von Mumpf, Bezirk Rheinfelden, Region Fricktal, Kanton Aargau, Schweiz[24]
- die Lagerstätte „Simon Iuda“ bei Ocna de Fier (deutsch Eisenstein, ungarisch Vaskö) und anderen Orten im „Ocna de Fier-Dognecea-District“, Kreis Caraș-Severin, Banat, Rumänien[33]
- die „Elatsite Mine“ (Elacite Mine) bei Etropole, Oblast Sofia, Bulgarien
- die Uranlagerstätte „Zálesí“ bei Zálesí, einem Ortsteil von Javorník, Okres Jeseník, Olomoucký kraj, Tschechien
- das Bergwerk „Srednyaya Padma“ der Uran-Vanadium-Lagerstätte „Velikaya Guba“, Halbinsel Saoneschje (englisch Zaonezhie, russisch Заонежье), Rajon Medweschjegorsk, Republik Karelien, Russische Föderation
- die Grube „Frederik VII“, Qaqortoq dänisch Julianehåb, Distrikt Narsaq, Kommune Kujalleq, Grönland
- die „Kidd (Creek) Mine“ bei Kidd Township unweit Timmins, Cochrane District, Ontario, Kanada
- die „Bismark Mine“, Municipio Ascensión, Chihuahua, und die „Moctezuma Mine“ („Bambolla Mine“), Moctezuma, Municipio Moctezuma, Sonora, beide in Mexiko
- der Tagebau „Iron Monarch“, Iron Knob, Middleback Range, Eyre-Halbinsel, South Australia, Australien

Weitere Fundpunkte für Bohdanowiczit befinden sich in Belgien, in Brasilien, auf Kuba, in Finnland, in Japan, in Kanada, in Marokko, in Portugal, in Russland, in der Slowakei, in Spanien, in Tschechien, in der Ukraine, in Ungarn, in Usbekistan, im Vereinigten Königreich (Schottland) und in den Vereinigten Staaten.
Typische Begleitminerale des Bohdanowiczits sind Clausthalit, Tiemannit, Umangit, Klockmannit, Wittichenit, gediegen Silber, Naumannit, Bornit, Chalcopyrit, Chalkosin, Uraninit (Pechblende), Fluorit, Quarz (Typlokalität Kletno, Polen); Tennantit, Carrollit, Cobaltin, Bornit, Chalkopyrit, Chalkosin, Naumannit, Eukairit, Clausthalit (Kidd Creek Mine, Kanada); Hessit, Chalkosin, Digenit, Umangit, Naumannit, Eukairit, Bornit, Chalkopyrit, Clausthalit, Covellin, Magnetit, Hämatit, Goethit, Malachit, Azurit (Qaqortoq/Julianehåb, Grönland); Kawazulith (Ocna de Fier).

## Verwendung
Bohdanowiczit mit Endgliedzusammensetzung, AgBiSe3, besteht zu etwa 23 % aus Silber, zu etwa 44 % aus Bismut und zu etwa 33 % aus Selen. Aufgrund seiner Seltenheit ist das Mineral als Rohstoff für diese Elemente jedoch ohne jede praktische Bedeutung. Wie alle Selenidminerale ist er aber nicht nur eine mineralogische Kuriosität, sondern kann als „Fingerprint“ für die Bildungsbedingungen wirtschaftlich bedeutender Lagerstätten von Metallen dienen.